# Biggers (Arkansas)
Biggers é uma cidade  localizada no estado americano de Arkansas, no Condado de Randolph.

## Demografia
Segundo o censo americano de 2000, a sua população era de 355 habitantes. 
Em 2006, foi estimada uma população de 349, um decréscimo de 6 (-1.7%).

## Geografia
De acordo com o United States Census Bureau, a localidade tem uma área de 2,6 km², sem área coberta por água.

## Localidades na vizinhança
O diagrama seguinte representa as localidades num raio de 16 km ao redor de Biggers. 